# Batalha de Alcântara
Em 1580 o duque de Alba (Fernando Álvarez de Toledo y Pimentel) atravessa a fronteira no Caia e chega doze dias depois a Setúbal. Decidido a dominar Lisboa, o duque esperou a chegada da armada vinda de Cádis que fundeou em Cascais, localidade que se rendeu, seguida das fortalezas de São Julião, de Belém e da Caparica. Apenas lhe fizeram frente as tropas que o prior de Crato reunira e o esperavam na margem esquerda da ribeira de Alcântara, no dia 25 de Agosto de 1580. Enquanto D. António acorria ao combate, a ala esquerda das tropas castelhanas rapidamente desfez as instáveis fortificações portuguesas. Ferido o Prior do Crato, e obrigado a abandonar a luta, a batalha acabou meia-hora depois de ter começado.
Um combatente do lado de D. António faz o seguinte relato:
| “ | Sabendo o duque de Alba por espias e ruins portugueses, como grande parte da gente da cidade se recolhia a ela a dormir em suas casas, acometeu de súbito o arraial do Senhor D. António trabalhando de entrar pela ponte de Alcântara, assim para lhe inquietar a gente, como ganhar naquela revolta contra os moinhos de vento, um outeiro que ficava sobranceiro ao arraial do inimigo e colocou nele a sua artilharia. Em amanhecendo, mandou o duque ao Prior seu filho, que cometesse o arraial pela parte aonde a artilharia estava prantada. O Prior ajudado da sua artilharia cometeu o arraial com a sua gente de cavalo e outra de escopeta; a gente de cavalo portuguesa, que era muita e boa: mas molestados da artilharia e escopetaria do inimigo viraram muitos as costas, sem aproveitar nada o esforço que lhes punha o Senhor D. António. Fugindo os de cavalo, foi parte para que fugisse também a gente de pé. O Senhor D. António, vendo inclinar-se a vitória à parte do inimigo, dizem que se meteu com alguns fidalgos principais no mais perigoso da batalha como homem que não queria mais vida e pelejando valorosamente lhe aconselharam os seus, pois que a vitória estava já declarada pela parte contrária se recolhesse à cidade, o que ele fez ferido de duas ferias ruins na cabeça, das quais uma lhe fez um cavaleiro luzido dos contrários, que logo ali foi morto pelos fidalgos que o acompanhavam e a outra lhe fez um fidalgo português dos seus mesmos, que foi de todos bem conhecido. E por aqui se verá com quantas traições se alcançou esta vitória contra o Senhor D. António | ” |